# El millor per a ella
El millor per a ella (originalment en anglès, Black or White) és una pel·lícula dramàtica estatunidenca del 2014 escrita i dirigida per Mike Binder. La pel·lícula és protagonitzada per Kevin Costner, Octavia Spencer, Jillian Estell, Bill Burr, Jennifer Ehle, André Holland, Gillian Jacobs i Anthony Mackie. La pel·lícula es va exhibir al Festival Internacional de Cinema de Toronto de 2014 i es va estrenar als cinemes dels Estats Units el 30 de gener de 2015. S'ha doblat al català oriental per a TV3, i al valencià per a À Punt.

## Premissa
L'Elliot Anderson queda vidu després d'un accident de cotxe que provoca la mort de la seva dona. Al funeral, la Rowena, l'àvia paterna de la seva neta Eloise, s'ofereix a cuidar-la, però l'Elliot declina amb ira. L'Elliot cria la seva neta mentre beu com a forma de lluitar contra el seu dolor. El món de l'Elliot es capgira quan la Rowena exigeix que l'Eloise estigui sota la cura del seu pare Reggie, el fill de la Rowena, que és addicte a les drogues i a qui Elliot culpa per la negligència que va provocar la mort de la seva pròpia filla. L'Elliot es troba profundament arrelat en una batalla per la custòdia i no s'aturarà davant res per evitar que la seva neta quedi sota la vigilància del seu pare imprudent.

## Repartiment
- Kevin Costner com a Elliot Anderson
- Octavia Spencer com a Rowena Jeffers
- Jillian Estell com a Eloise Anderson
- Bill Burr com a Rick Reynolds
- Mpho Koaho com a Duvan Araga
- Jennifer Ehle com a Carol
- André Holland com a Reggie Davis
- Gillian Jacobs com a Fay
- Paula Newsome com a jutge Cummins
- Anthony Mackie com a Jeremiah Jeffers